# Kisoro
Kisoro – miasto w Ugandzie, stolica dystryktu Kisoro.